# Fridericia waldenstroemi
Fridericia waldenstroemi är en ringmaskart som beskrevs av Rota och Healy 1999. Fridericia waldenstroemi ingår i släktet Fridericia, och familjen småringmaskar. Arten är reproducerande i Sverige.